# Hannelore Kraft
Pour les articles homonymes, voir Kraft.
Hannelore Kraft, née Külzhammer le 12 juin 1961 à Mülheim an der Ruhr, est une femme politique allemande membre du Parti social-démocrate d'Allemagne (SPD).
Banquière de formation, elle rejoint le SPD au milieu des années 1990 et se fait élire en 2000 députée au Landtag de Rhénanie-du-Nord-Westphalie. Elle devient ministre des Affaires fédérales en 2001, puis ministre de la Science l'année qui suit.
Elle est nommée présidente du groupe parlementaire social-démocrate en 2005, présidente régionale du parti en 2007 et enfin vice-présidente fédérale en 2009.
Après les élections régionales de 2010, elle forme une coalition rouge-verte minoritaire avec le soutien sans participation de Die Linke. Le résultat des élections anticipées de 2012 lui permet de constituer un gouvernement majoritaire avec les écologistes. Sa défaite, inattendue, aux élections de 2017 l'amène à se retirer de la vie politique.

## Biographie

### Jeunesse
Après avoir obtenu son baccalauréat en 1980, elle suit une formation de deux ans dans le secteur bancaire. Elle intègre en 1982 l'université de Duisbourg et Essen, où elle étudie les sciences économiques.
Entre 1986 et 1987, elle suit son cursus au King's College de Londres. Elle effectue ensuite des stages à la Banque populaire de Tours et à la banque PROGNOS AG à Bâle, en Suisse. Elle est diplômée en 1989.

### Débuts professionnels et politiques
Dès ses études terminées, elle est recrutée par le centre de l'innovation et de la technologie (ZENIT) de Rhénanie-du-Nord-Westphalie, dans sa ville natale. Elle adhère en 1994 au SPD, puis à IG Metall en 1995.
Au sein de ZENIT, elle est à la fois chef de projet et de l'Euro Info Centres, organisme issu d'un réseau de la Commission européenne pour le conseil aux petites et moyennes entreprises.
Elle est nommée en 1999 au comité directeur de la section du centre-ville de Mülheim du Parti social-démocrate.

### Députée, puis ministre
Au cours des élections législatives régionales du 14 mai 2000, elle est élue à 38 ans députée de la 74e circonscription au Landtag de Rhénanie-du-Nord-Westphalie.
Le 24 avril 2001, Hannelore Kraft est nommée ministre des Affaires fédérales et européennes du second cabinet de coalition rouge-verte du ministre-président social-démocrate Wolfgang Clement. Elle devient ministre de la Science et de la Recherche le 12 novembre 2002, dans le cabinet formé par Peer Steinbrück, successeur de Clement.
Elle entre en 2004 au comité directeur du SPD du Land.

### Figure de l'opposition
Réélue députée avec 45 % des voix dans 64e circonscription le 22 mai 2005, elle démissionne du gouvernement régional le 31 mai, avant la fin de son mandat, pour prendre la présidence du groupe parlementaire social-démocrate, qui se trouve renvoyé dans l'opposition pour la première fois depuis 1962. En novembre suivant, elle est élue membre de la présidence fédérale du Parti social-démocrate, au cours du 32e congrès fédéral de Karlsruhe.
Après que Jochen Dieckmann a décidé de se retirer de la vie politique, elle devient le 20 janvier 2007 présidente du Parti social-démocrate de Rhénanie-du-Nord-Westphalie. Lors du 34e congrès fédéral de novembre 2009, elle est nommée vice-présidente fédérale du SPD, sous la présidence de Sigmar Gabriel.

### Ministre-présidente de Rhénanie-du-Nord-Westphalie

#### Élections de 2010
Chef de file (en allemand : Spitzenkandidatin) du SPD aux élections législatives régionales du 9 mai 2010, sa popularité égale, en fin de campagne, celle de son concurrent Jürgen Rüttgers, avec environ 40 % d'opinions favorables chacun, alors que le rapport était de 54 % à 19 % en juin 2009.
Le jour du scrutin, le Parti social-démocrate totalise 34,5 % des voix, contre 34,6 % à l'Union chrétienne-démocrate d'Allemagne (CDU). C'est un recul de 2,6 points par rapport à 2005. Les 12,1 % de l'Alliance 90 / Les Verts (Grünen) ne lui permettent toutefois pas de former une « coalition rouge-verte » majoritaire : les deux partis disposent de seulement 90 députés sur 181.
Elle revendique cependant le poste de ministre-présidente, déclarant que « la coalition noire-jaune est battue ».

#### Négociations et discussions
Peu après, elle entame des entretiens exploratoires avec les Grünen tout en faisant savoir qu'elle n'est pas hostile à la création d'une « coalition en feu tricolore » incluant également le Parti libéral-démocrate (FDP), ce que ces derniers écartent peu après.
Elle tente alors d'ouvrir des négociations avec Die Linke, mais les entretiens exploratoires menés le 20 mai aboutissent à un échec. À sa sortie des négociations, elle déclare qu'une « coalition rouge-rouge-verte » n'aurait aucun sens. Face à ce blocage, elle contacte la CDU en vue d'explorer la possible formation d'une « grande coalition » tout en n'excluant pas de nouvelles élections au. Ces entretiens débutent environ une semaine plus tard.
Le 30 mai 2010, le président fédéral du FDP et vice-chancelier Guido Westerwelle dit ne plus s'opposer à une coalition en feu tricolore, une position soutenue deux jours plus tard par le comité directeur régional du FDP. Les perspectives d'une alliance entre le SPD et la CDU s'éloignant, elle annonce le 2 juin sa volonté de reprendre les discussions avec les écologistes et les libéraux.
Ces discussions échouent le 10 juin, et elle fait savoir dans le même temps qu'elle refuse de s'allier avec les chrétiens-démocrates. Elle tentera donc de former un gouvernement minoritaire aux côtés de l'Alliance 90 / Les Verts. Cette volonté est accueillie favorablement par Die Linke, qui dit vouloir soutenir un gouvernement minoritaire, selon le « modèle de Magdebourg », afin d'envisager une participation au gouvernement dans l'avenir. L'accord de coalition est présenté le 6 juillet.

#### Premier mandat

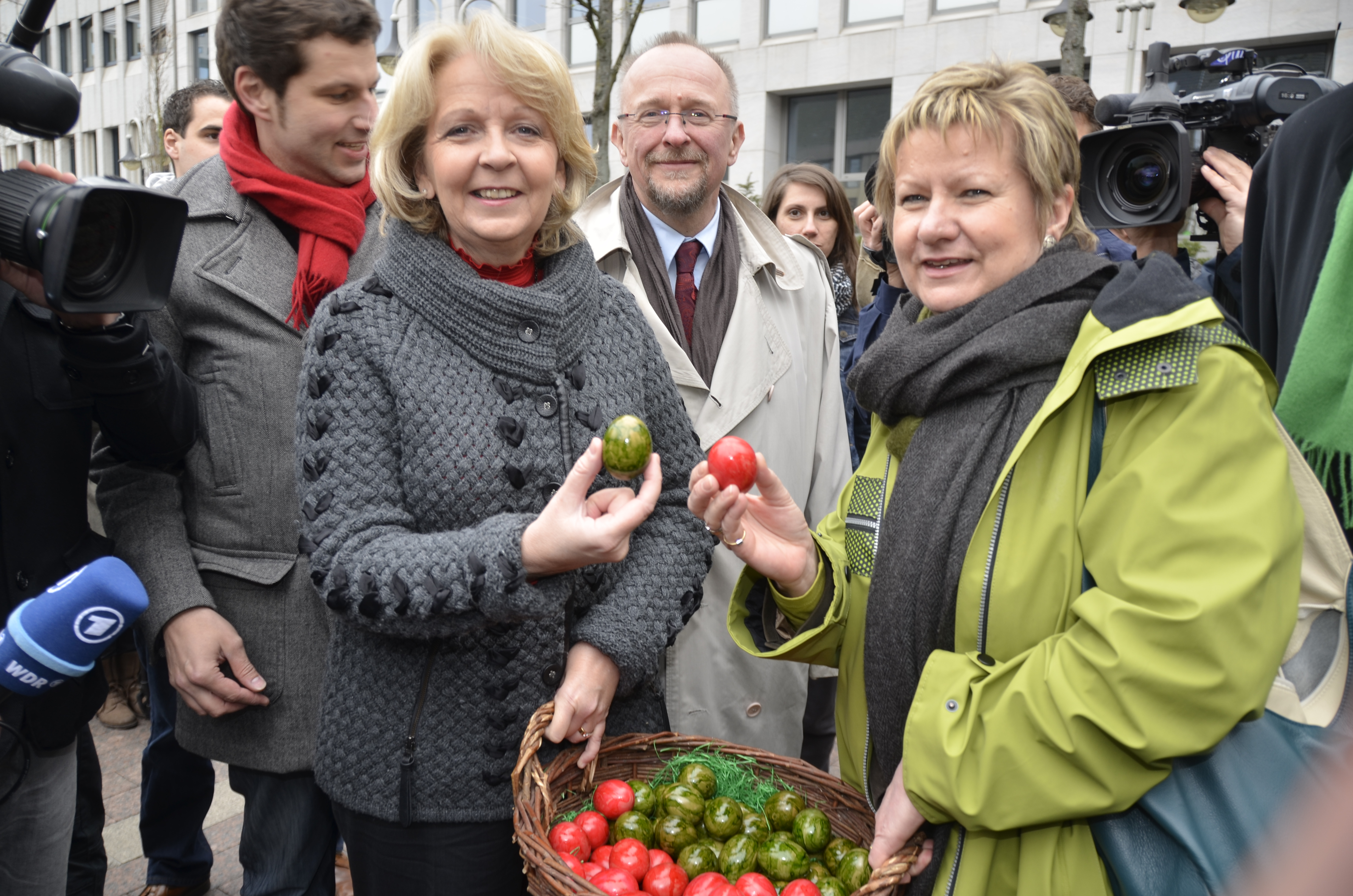
Kraft et la vice-ministre-présidente, Sylvia Löhrmann, en 2012.

Le 14 juillet 2010, au cours de la session inaugurale du Landtag, Hannelore Kraft est investie à 49 ans ministre-présidente de Rhénanie-du-Nord-Westphalie au second tour par 90 voix pour, grâce à l'abstention de Die Linke. Elle est la première femme à prendre la tête de la Rhénanie-du-Nord-Westphalie et c'est la première fois depuis 2001 que le SPD provoque une alternance.
Le début de son mandat est marqué par la tragédie de la Love Parade de Duisbourg le 24 juillet, au cours de laquelle 21 personnes trouvent la mort dans un mouvement de foule. Lors du service religieux le 31 juillet, elle déclare que « le drame soulève trop de questions et n’offre pas assez de réponses », se demandant qui devait être accusé alors qu'organisateurs et autorités municipales se renvoient la responsabilité de l'accident.
À compter du 1er novembre 2010, elle prend, en sa qualité de chef de gouvernement régional, la présidence tournante du Conseil fédéral pour un an, devenant ainsi la première femme à occuper ce poste depuis 1949.

#### Élections de 2012
Le 18 janvier 2011, la Cour constitutionnelle du Land, saisie par la CDU et le FDP, bloque l'application de la loi de finances rectificative pour 2010, à cause d'un endettement public trop important et reporte son verdict définitif au 15 mars. Après que les deux partis d'opposition ont annoncé deux mois plus tard leur volonté de soumettre le budget pour 2011 au contrôle de la Cour, la coalition au pouvoir menace de convoquer des élections anticipées. Au jour prévu, la haute juridiction annule définitivement le budget régional.
À la suite d'un nouvel échec budgétaire au Landtag le 14 mars 2012, Kraft annonce que des élections législatives régionales anticipées sont convoquées pour le 13 mai suivant. Elle se trouve alors opposée au ministre fédéral de l'Environnement, Norbert Röttgen, de la CDU. Elle l'emporte facilement, avec 39 % des voix et 99 députés sur 237, tandis que les Grünen obtiennent 11 % et 29 sièges. Ce résultat leur accorde un total de 128 élus sur 237, la CDU se contentant de 26 % des voix et 67 parlementaires.

#### Second mandat
Hannelore Kraft est investie pour un second mandat le 20 juin suivant par 137 voix sur 237. Elle bénéficie donc de neuf voix supplémentaires que le total de sa propre majorité. Elle présente son second cabinet régional dès le lendemain.

### L'échec des élections de 2017
Alors que le SPD domine la CDU dans les sondages pour les élections législatives régionales du 14 mai 2017, l'Union chrétienne-démocrate réalise une remontée une semaine avant la tenue du scrutin. Au soir du vote, le Parti social-démocrate termine en deuxième position avec 69 députés et 147 500 voix de retard sur les chrétiens-démocrates. Leur chef de file Armin Laschet étant en mesure de former une « coalition noire-jaune » majoritaire avec le FDP, elle renonce à ses fonctions de présidente du parti dans le Land et vice-présidente fédérale.